# Gran Premio d'Australia 1994
Il Gran Premio d'Australia 1994 fu una gara di Formula 1, disputatasi il 13 novembre 1994 sul Circuito di Adelaide. Fu la sedicesima e ultima prova del mondiale 1994 e vide l'ultima vittoria di Nigel Mansell in Formula 1 che tagliò il traguardo davanti a Gerhard Berger e a Martin Brundle. Il mondiale fu vinto, per la prima volta in carriera, da Michael Schumacher su Benetton-Ford.

## Qualifiche
| Pos                     | N  | Pilota                 | Costruttore/Motore | Tempo    | Gap       |
| ----------------------- | -- | ---------------------- | ------------------ | -------- | --------- |
| 1                       | 2  | Nigel Mansell          | Williams-Renault   | 1:16.179 |           |
| 2                       | 5  | Michael Schumacher     | Benetton-Ford      | 1:16.197 | +0.018    |
| 3                       | 0  | Damon Hill             | Williams-Renault   | 1:16.830 | +0.651    |
| 4                       | 7  | Mika Häkkinen          | McLaren-Peugeot    | 1:16.992 | +0.813    |
| 5                       | 14 | Rubens Barrichello     | Jordan-Hart        | 1:17.537 | +1.358    |
| 6                       | 15 | Eddie Irvine           | Jordan-Hart        | 1:17.667 | +1.488    |
| 7                       | 6  | Johnny Herbert         | Benetton-Ford      | 1:17.727 | +1.548    |
| 8                       | 27 | Jean Alesi             | Ferrari            | 1:17.801 | +1.622    |
| 9                       | 8  | Martin Brundle         | McLaren-Peugeot    | 1:17.950 | +1.771    |
| 10                      | 30 | Heinz-Harald Frentzen  | Sauber-Mercedes    | 1:17.962 | +1.783    |
| 11                      | 28 | Gerhard Berger         | Ferrari            | 1:18.070 | +1.891    |
| 12                      | 26 | Olivier Panis          | Ligier-Renault     | 1:18.072 | +1.893    |
| 13                      | 4  | Mark Blundell          | Tyrrell-Yamaha     | 1:18.237 | +2.058    |
| 14                      | 12 | Alessandro Zanardi     | Lotus-Mugen-Honda  | 1:18.331 | +2.152    |
| 15                      | 3  | Ukyo Katayama          | Tyrrell-Yamaha     | 1:18.411 | +2.232    |
| 16                      | 24 | Michele Alboreto       | Minardi-Ford       | 1:18.755 | +2.576    |
| 17                      | 29 | Jyrki Järvilehto       | Sauber-Mercedes    | 1:18.806 | +2.627    |
| 18                      | 23 | Pierluigi Martini      | Minardi-Ford       | 1:18.957 | +2.778    |
| 19                      | 9  | Christian Fittipaldi   | Footwork-Ford      | 1:19.061 | +2.882    |
| 20                      | 25 | Franck Lagorce         | Ligier-Renault     | 1:19.153 | +2.974    |
| 21                      | 10 | Gianni Morbidelli      | Footwork-Ford      | 1:19.610 | +3.431    |
| 22                      | 11 | Mika Salo              | Lotus-Mugen-Honda  | 1:19.844 | +3.665    |
| 23                      | 19 | Hideki Noda            | Larrousse-Ford     | 1:20.145 | +3.966    |
| 24                      | 31 | David Brabham          | Simtek-Ford        | 1:20.442 | +4.263    |
| 25                      | 20 | Jean-Denis Délétraz    | Larrousse-Ford     | 1:22.422 | +6.243    |
| 26                      | 32 | Domenico Schiattarella | Simtek-Ford        | 1:22.529 | +6.350    |
| Vetture non qualificate |    |                        |                    |          |           |
| NQ                      | 33 | Paul Belmondo          | Pacific-Ilmor      | 1:24.087 | +7.908    |
| NQ                      | 34 | Bertrand Gachot        | Pacific-Ilmor      | 7:40.317 | +6:24.138 |

## Gara

### Resoconto
Alla partenza, sia Schumacher che Hill riescono a scavalcare Mansell, portandosi quindi in prima e seconda posizione; posizioni mantenute anche dopo il primo pit-stop. Al 35º giro il pilota tedesco va fuori pista alla curva East Terrace, urta il muretto con la gomma anteriore destra e danneggia la sospensione; rientrato in pista, alla curva successiva, chiude la traiettoria al sopraggiungente Damon Hill intento a superarlo, causando un contatto. La vettura di Schumacher si solleva da terra, ricade nella via di fuga e si scontra con un muretto. Il tedesco si ritira, mentre Hill tenta di continuare: raggiunge i box a fatica, ma è costretto al ritiro per via di un grave danno al braccio del quadrilatero della sospensione anteriore sinistra. Schumacher conquista, così, il suo primo titolo mantenendo il distacco di un punto in classifica piloti sul rivale Hill.
A questo punto Mansell è in testa alla gara, seguìto, a pochi secondi, dai ferraristi Berger e Alesi, che, dopo un'astuta strategia dei rifornimenti, riescono a risalire la classifica. Più distanti sono Hakkinen, Barrichello e Brundle rispettivamente in quarta, quinta e sesta posizione. Poco più tardi, Alesi è vittima di una serie di problematiche sfortunate al pit-stop che lo porteranno fuori dalla lotta per la vittoria: rientrerà in pista in nona posizione. All'ultimo pit-stop, invece, Berger riesce a stare davanti a Mansell e tra i due piloti è bagarre. Intanto Hakkinen e Barrichello subiscono penalità per eccessiva velocità nella corsia dei box e ne approfitta Brundle che si porta in terza posizione. Il duello fra Berger e Mansell continua, fino a quando il ferrarista non incappa in una breve uscita di pista che favorisce il sorpasso dell'inglese ai suoi danni. Nel finale, Hakkinen si ritira dopo un violento scontro sulle barriere causato da un problema ai freni. La gara si conclude con la vittoria di Mansell, che conquista così l'ultima delle sue 31 vittorie in carriera e Per il pilota inglese, è il primo successo dal suo ritorno in Formula 1 (non accadeva dal Gran Premio del Portogallo 1992). Berger e Brundle completano il podio davanti a Barrichello, Panis e Alesi (risalito in zona punti).
Al termine della gara e del campionato lo storico Team Lotus, da tempo in crisi di risultati, lasciò la Formula 1 dopo 37 anni, tra l'altro nel peggiore dei modi, con i ritiri di Zanardi e Salo e, per la prima volta nella sua storia, con zero punti conquistati in stagione. Insieme allo storico team britannico abbandonarono la Formula 1 anche la Larrousse e i piloti Michele Alboreto, Paul Belmondo, Franck Lagorce, JJ Lehto e Christian Fittipaldi.  Fu l'ultimo Gran Premio commentato dalla storica voce della Rai Mario Poltronieri.

### Risultati
| Pos | N. | Pilota                 | Costruttore/Motore | Giri | Tempo/Ritiro                | Griglia | Punti |
| --- | -- | ---------------------- | ------------------ | ---- | --------------------------- | ------- | ----- |
| 1   | 2  | Nigel Mansell          | Williams-Renault   | 81   | 1:47:51.480                 | 1       | 10    |
| 2   | 28 | Gerhard Berger         | Ferrari            | 81   | +2.511                      | 11      | 6     |
| 3   | 8  | Martin Brundle         | McLaren-Peugeot    | 81   | +52.487                     | 9       | 4     |
| 4   | 14 | Rubens Barrichello     | Jordan-Hart        | 81   | +1:10.530                   | 5       | 3     |
| 5   | 26 | Olivier Panis          | Ligier-Renault     | 80   | +1 Giro                     | 12      | 2     |
| 6   | 27 | Jean Alesi             | Ferrari            | 80   | +1 Giro                     | 8       | 1     |
| 7   | 30 | Heinz-Harald Frentzen  | Sauber-Mercedes    | 80   | +1 Giro                     | 10      |       |
| 8   | 9  | Christian Fittipaldi   | Footwork-Ford      | 80   | +1 Giro                     | 19      |       |
| 9   | 23 | Pierluigi Martini      | Minardi-Ford       | 79   | +2 Giri                     | 18      |       |
| 10  | 29 | Jyrki Järvilehto       | Sauber-Mercedes    | 79   | +2 Giri                     | 17      |       |
| 11  | 25 | Franck Lagorce         | Ligier-Renault     | 79   | +2 Giri                     | 20      |       |
| 12  | 7  | Mika Häkkinen          | McLaren-Peugeot    | 76   | Incidente                   | 4       |       |
| Rit | 24 | Michele Alboreto       | Minardi-Ford       | 69   | Sospensioni                 | 16      |       |
| Rit | 4  | Mark Blundell          | Tyrrell-Yamaha     | 66   | Incidente                   | 13      |       |
| Rit | 20 | Jean-Denis Délétraz    | Larrousse-Ford     | 56   | Cambio                      | 25      |       |
| Rit | 11 | Mika Salo              | Lotus-Mugen-Honda  | 49   | Problema elettrico          | 22      |       |
| Rit | 31 | David Brabham          | Simtek-Ford        | 49   | Motore                      | 24      |       |
| Rit | 12 | Alessandro Zanardi     | Lotus-Mugen-Honda  | 40   | Acceleratore                | 14      |       |
| Rit | 0  | Damon Hill             | Williams-Renault   | 35   | Collisione con M.Schumacher | 3       |       |
| Rit | 5  | Michael Schumacher     | Benetton-Ford      | 35   | Collisione con D.Hill       | 2       |       |
| Rit | 32 | Domenico Schiattarella | Simtek-Ford        | 21   | Cambio                      | 26      |       |
| Rit | 3  | Ukyo Katayama          | Tyrrell-Yamaha     | 19   | Testacoda                   | 15      |       |
| Rit | 19 | Hideki Noda            | Larrousse-Ford     | 18   | Perdita olio                | 23      |       |
| Rit | 10 | Gianni Morbidelli      | Footwork-Ford      | 17   | Perdita olio                | 21      |       |
| Rit | 15 | Eddie Irvine           | Jordan-Hart        | 15   | Testacoda                   | 6       |       |
| Rit | 6  | Johnny Herbert         | Benetton-Ford      | 13   | Cambio                      | 7       |       |
| NQ  | 34 | Bertrand Gachot        | Pacific-Ilmor      |      |                             |         |       |
| NQ  | 33 | Paul Belmondo          | Pacific-Ilmor      |      |                             |         |       |

## Classifiche

### Piloti
| Pos | Pilota                | Punti |
| --- | --------------------- | ----- |
| 1   | Michael Schumacher    | 92    |
| 2   | Damon Hill            | 91    |
| 3   | Gerhard Berger        | 41    |
| 4   | Mika Häkkinen         | 26    |
| 5   | Jean Alesi            | 24    |
| 6   | Rubens Barrichello    | 19    |
| 7   | Martin Brundle        | 16    |
| 8   | David Coulthard       | 14    |
| 9   | Nigel Mansell         | 13    |
| 10  | Jos Verstappen        | 10    |
| 11  | Olivier Panis         | 9     |
| 12  | Mark Blundell         | 8     |
| 13  | Heinz Harald Frentzen | 7     |
| 14  | Nicola Larini         | 6     |
| =   | Christian Fittipaldi  | 6     |
| =   | Eddie Irvine          | 6     |
| 17  | Ukyo Katayama         | 5     |
| 18  | Karl Wendlinger       | 4     |
| =   | Andrea De Cesaris     | 4     |
| =   | Pierluigi Martini     | 4     |
| =   | Éric Bernard          | 4     |
| 22  | Gianni Morbidelli     | 3     |
| 23  | Érik Comas            | 2     |
| 24  | Michele Alboreto      | 1     |
| =   | JJ Lehto              | 1     |

### Costruttori
| Pos | Team      | Punti |
| --- | --------- | ----- |
| 1   | Williams  | 118   |
| 2   | Benetton  | 103   |
| 3   | Ferrari   | 71    |
| 4   | McLaren   | 42    |
| 5   | Jordan    | 28    |
| 6   | Tyrrell   | 13    |
| =   | Ligier    | 13    |
| 8   | Sauber    | 12    |
| 9   | Footwork  | 9     |
| 10  | Minardi   | 5     |
| 11  | Larrousse | 2     |

## Decisioni della FIA
Dopo una breve inchiesta, la FIA decide di non prendere provvedimenti per l'incidente tra Michael Schumacher e Damon Hill, in quanto non sono state riscontrate prove di una intenzionalità del pilota tedesco di danneggiare volontariamente il suo rivale.

## Polemiche dopo la gara
Sono subito esplose accese discussioni sul contatto tra i due protagonisti del Mondiale. Molte sono state le prese di posizione al riguardo: la stampa d’oltremanica non ci sta, parlando apertamente di un furto ai danni di Hill e con titoli eloquenti (“Schumacher campione o furbone?” – “Hill derubato dalla guida sporca di Schumacher“); Sir Frank Williams dice che avrebbe odiato vincere in quel modo, mentre per John Watson è stato un colpo d’esperienza, altro che incidente casuale.
Dall’altra parte della barricata, Schumacher si difende, affermando di non aver causato l’incidente volontariamente: 
Anche la Bild difende a spada tratta il primo campione del mondo tedesco di F1 della storia, bollando come pura invidia le critiche inglesi. Nei giorni successivi sia Hill che Patrick Head accusarono Schumacher di aver causato l'incidente deliberatamente per assicurarsi il mondiale.
Caustico come al solito Flavio Briatore: